# Conjectura de Goldbach

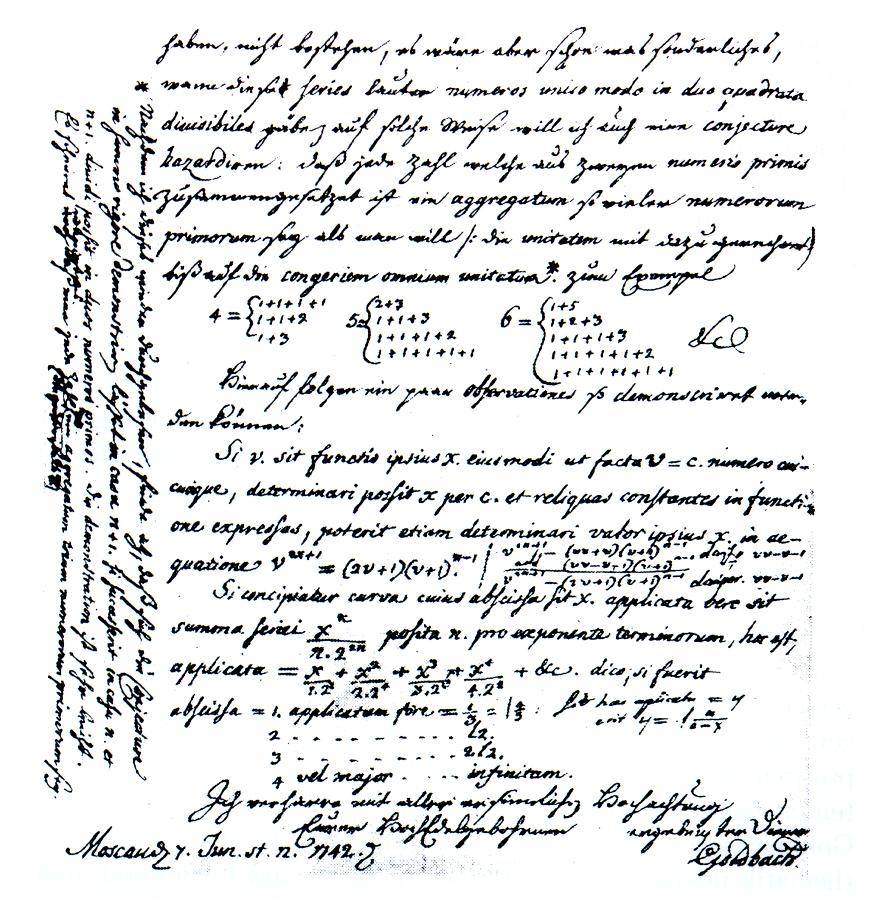
Carta de Goldbach a Euler, datada del 7 de juny de 1742.

La conjectura de Goldbach afirma que
| Tot nombre enter parell superior a 2 es pot escriure com a suma de dos nombres primers. |

Malgrat la seva aparent senzillesa, és un dels problemes matemàtics més antics sense demostrar pertanyent a la teoria dels nombres, i forma part dels problemes de Hilbert. Fou plantejada el 1742 pel matemàtic prussià Christian Goldbach i és molt fàcil comprovar-ne la veracitat per als primers nombres enters:
4 = 2 + 2
6 = 3 + 3
8 = 3 + 5
10 = 3 + 7 = 5 + 5
12 = 5 + 7
14 = 3 + 11 = 7 + 7
etc.
El fet d'expressar un nombre com a la suma de dos nombres primers s'anomena partició de Goldbach.

## Les diverses conjectures de Goldbach

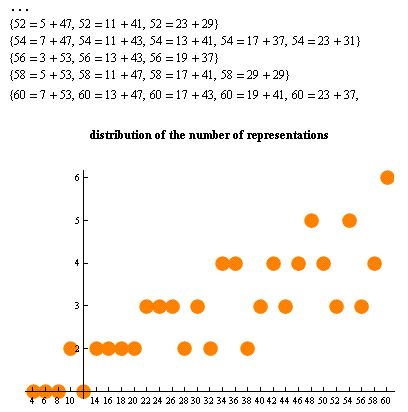
Quantitat de combinacions amb les que un nombre parell pot expressar-se com a suma de dos primers.

La conjectura que s'ha plantejat anteriorment s'anomena més rigorosament conjectura binària o forta de Goldbach. En realitat la conjectura original de Goldbach, actualment coneguda com a conjectura ternària de Goldbach, afirma que
| tot nombre enter superior a 5 es pot escriure com a suma de tres nombres primers. |

Leonhard Euler aconseguí reexpressar la versió original en la versió més famosa coneguda actualment (la binària). És a dir la conjectura original (la conjectura ternària) i la binària són dos plantejaments equivalents del mateix problema.
Finalment, també existeix la conjectura feble de Goldbach, que afirma que
| tot nombre enter senar superior a 9 es pot escriure com a suma de tres nombres primers senars (és a dir, tots excepte el 2). |

S'ha treballat molt en la conjectura dèbil, culminant en 2013 en una reivindicació del matemàtic peruà Harald Helfgott sobre la seva demostració completa.